# 第105回国会
第105回国会（だい105かいこっかい）は、1986年（昭和61年）6月2日に開かれた臨時国会である。召集日に衆議院が解散されたため、会期は召集日である6月2日の1日のみとなった。

## 概要
1986年5月26日に行われた、日本国憲法第53条に基づく臨時国会の召集要求により第2次中曽根内閣によって6月2日に召集されたものである。憲法第53条に基づく国会召集要求は1977年頃までは年1-2回のペースで提出されていたが、内閣による臨時会招集が常態化したこともあり約10年ぶりの出来事であった。また、憲法第53条に基づく国会召集要求はこれまで野党議員によるものが通例だったのに対し、今回は与党（自由民主党）議員からの要求という点でも異例であった。
国会召集に際してこのような経緯となったのは、直前の第104回国会（常会、1985年12月24日-1986年5月22日）の最終日に「一票の格差」を是正するための公職選挙法改正案が成立（公職選挙法の一部を改正する法律、昭和61年5月23日法律第67号）し、与党・自由民主党がこれを名目として第14回参議院議員通常選挙と同時に第38回衆議院議員総選挙を行い（衆参同日選挙）、党勢回復を画策したものであったことによる。そのため、臨時国会の召集要求からわずか7日後の国会召集という点においても、臨時国会の召集要求から実際の召集まで2か月以上かかるのが「憲政の実情」であることを踏まえても、極めて異例の展開をたどった。加えて、中曽根康弘内閣総理大臣が5月24日の記者会見で「衆議院解散は念頭にない」と述べたことも、物議を醸すことになった。
結果的に、召集日の6月2日に衆議院が解散されたが、野党の抵抗により本会議が開かれないまま衆議院が解散されるという、これもまた極めて異例の状況となった。なお、召集日当日の衆議院解散は第1次佐藤内閣時代の1966年（昭和41年）12月27日に召集された第54回国会（常会）の即日解散（黒い霧解散）以来2度目。

## 今国会の動き

### 召集前
- 5月26日 - 自由民主党議員89名の署名[2][注釈 2]により憲法第53条に基づく国会召集要求が提出される。
- 5月27日 - 臨時国会を6月2日に召集することを閣議決定[6]。

### 会期中
- 6月2日 - 召集日。
  - 衆議院・参議院とも本会議は午前10時に開議予定とされたが、野党4党（日本社会党、公明党、日本共産党、民社党）が綿貫民輔衆議院議院運営委員長に中曽根首相の臨時国会召集理由の説明を求めたものの自由民主党側がこれを拒否して衆議院本会議の開会の目処が立たず[6]。
  - 9時41分、参議院議院運営委員会を開会。野党4党が反対意見を述べるも、遠藤要委員長が「各会派の意見が一致せず」との理由により本会議開議について採決、自由民主党の賛成多数により本会議開議を決定[2]。
  - 10時6分、参議院本会議開議。議長による議席の指定を行い、即時休憩（そのまま再開されなかった）。
  - 衆議院本会議が開けない状況で解散詔書が坂田道太衆議院議長に伝達されたことから、坂田議長が各政党代表者を議長応接室に呼び込み（野党4党の代表者は出席せず、自由民主党と新自由クラブの代表のみが出席）、その場で解散詔書を朗読して衆議院解散が断行された[7]。

### 注記
1. ↑  理論上は、本会議はおろか、国会の閉会中であっても衆議院の解散は可能だが、実際には国会閉会中に衆議院が解散されたことはない[5]。
2. ↑  参議院議院運営委員会での穐山篤（日本社会党）の発言に記述あり。